# HNLMS O 1
Le HNLMS O 1 ou Hr.Ms. O 1 est un sous-marin, unique exemplaire de la classe O 1 et premier sous-marin de la Koninklijke Marine.

## Histoire
Le HNLMS O 1 a été le premier sous-marin néerlandais de la marine. Lors de la construction du O 1, le navire était appelé Luctor et Emergo, qui signifie en latin "je lutte et j'émerge". Le Luctor et Emergo a été construit par la Koninklijke Maatschappij De Schelde de Flessingue sans commande du ministère néerlandais de la défense pour le navire. Pour la construction du Luctor et Emergo, le modèle Holland 7P a été utilisé. Cette conception provient du constructeur naval américain Holland Torpedo Boat Company de New York. Le 8 juillet 1905, le Luctor et Emergo est lancé à Flessingue. Après la mise en service du O 1, le Service des sous-marins a été créé. Jusqu'à cette époque, le O 1 était armé par le service des torpilles, comme tous les autres petits navires à cette époque.

### Les tests avec l'O 1
La marine néerlandaise avait décidé qu'avant d'acheter le navire, il  devait répondre à certaines exigences, et un certain nombre de tests ont donc été mis en place pour le navire. Pour les essais du Luctor et Emergo, un équipage américain formé a été amené aux Pays-Bas.
Les tests ont eu lieu dans le port de Den Helder. Le Luctor et Emergo n'a pas fait le voyage jusqu'à Den Helder par ses propres moyens, mais le navire a été remorqué par le remorqueur Jacob par les voies navigables intérieures. Les premiers essais à Den Helder n'ont pas été couronnés de succès, après quoi le navire a été renvoyé à Flessingue pour y être adapté. De retour à Flessingue, les modifications du navire ont été effectuées et un nouvel équipage néerlandais a été sélectionné et formé pour les tests.
Au début de 1906, le Luctor et Emergo navigue pour la deuxième fois vers Den Helder pour une série d'essais. Cette fois, le navire a emprunté la voie maritime pour se rendre à Den Helder. Cette deuxième série de tests a été plus fructueuse que la première. Il s'est avéré que le navire a pu naviguer à 8,35 nœuds au-dessus de l'eau pendant 12 heures et en immersion, le navire a réussi à atteindre une vitesse de 7 nœuds pendant 3 heures. En outre, le navire a pu plonger jusqu'à 30 mètres de profondeur sans aucune fuite.

### Le O 1 au service des Pays-Bas

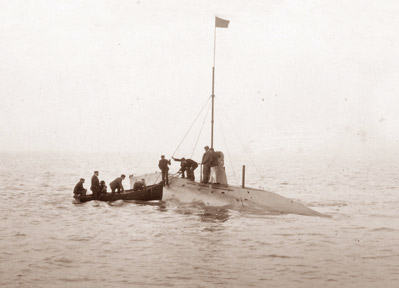
Le O 1 en mer

Le gouvernement néerlandais a acheté le Luctor et Emergo le 20 décembre 1906 pour 430 000 florins et le 21 décembre 1906, le Luctor et Emergo a été rebaptisé et mis en service sous le nom de Torpedoboot O 1.
En 1914, les moteurs diesel du O 1 ont été remplacés. Jusqu'en 1914, le navire était équipé de deux moteurs à essence OTTO de 160 ch. Ces moteurs ont été remplacés par deux moteurs diesel M.A.N. de 200 ch. Pendant la Première Guerre mondiale, le O 1 était stationné à Den Helder, mais comme les Pays-Bas sont neutres, il ne prend pas part à ce conflit. Jusqu'en 1920, le O 1 a servi de patrouilleur pour les eaux côtières néerlandaises.
Le O 1 est démoli et seule le kiosque est conservé. Il a été placé devant le bâtiment de service des sous-marins de la base navale de Den Helder.

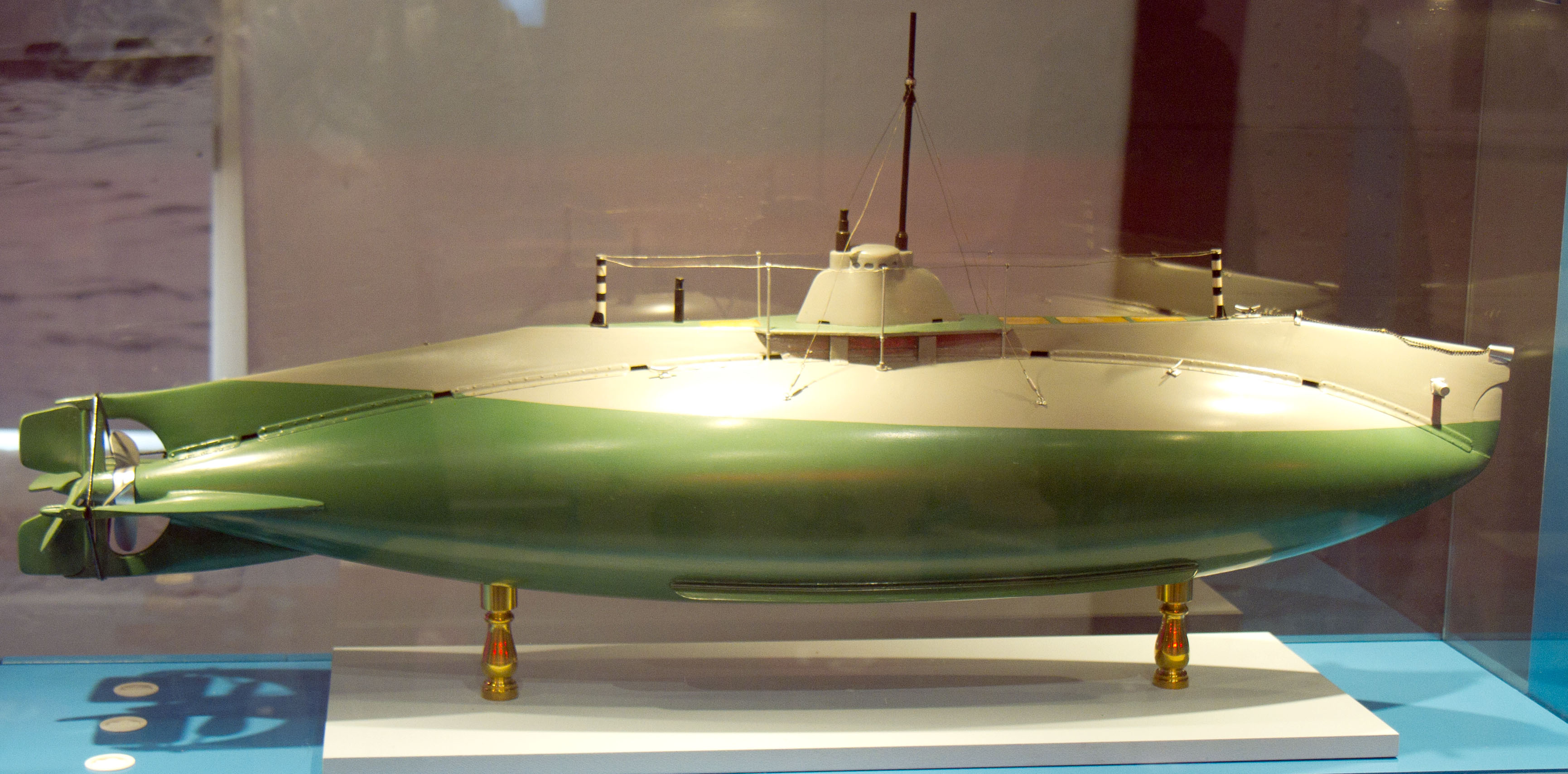
Maquette de sous-marin HNLSM O 1 - Luctor et Emergo, au Scheepvaartmuseum à Amsterdam.